# Windows TV ゴシック
Windows TV ゴシック（ウインドウズ ティービー ゴシック、Windows TV Gothic）とは、和文ゴシック体フォントの一つである。開発はタイプバンクで、2007年（平成19年）にバージョン1が製作された。Windows 7 ・Windows 8に標準搭載されている。形式は OpenType（ベースはTrueType） である。

## ARIB外字への対応
FM文字多重放送や字幕放送などで使用するARIB外字を私用領域に収録しているのが本フォントの特徴。
MicrosoftがユニコードコンソーシアムにおいてARIB外字のUnicode収録を提案し、それらが2009年10月のUnicode 5.2に収録されたものの、本フォント自体は Unicode5.2 への対応がなされていない。

## JIS規格への対応
本フォントは JIS X 0212-1990および、JIS X 0213:2004 にも対応しており、それ以外にも一部の漢字を表示可能。

## フォントファミリー
以下の6種類で構成されている。
- Windows TV ゴシック
- Windows TV 丸ゴシック
- Windows TV 太丸ゴシック
- Windows TV Pゴシック
- Windows TV P丸ゴシック
- Windows TV P太丸ゴシック

## インストール
Windows 7に標準搭載されてはいるが、すぐ使える状態にはなっていない。
Windowsシステムの下位フォルダ Windows\ehome の中に WTVGOTHIC-R.ttc, WTVGOTHIC-RB.ttc, WTVGOTHIC-S.ttc とあるのがWindowsTVゴシックフォントファイル群で、それらをインストールすることで実際に使用できるようになる。